# Торжок
Торжок (на руски: Торжок) е град в Русия, административен център на Торжокски район, Тверска област. Населението на града към 1 януари 2018 година е 45 641 души.